# Appennineranemone
Appennineranemone (Anemone apennina), også skrevet Appenniner-Anemone, er en staude i anemoneslægten, som er hjemmehørende i det sydlige Centraleuropa og som dens navn antyder Appenninerne. Den er senere blevet naturaliseret i det meste af Europa, som en prydplante. Den vokser til blive 20 cm høj. I det tidlige forår, producerer planten enkelte blå blomster, som dør over sommeren. Planten er især værdsat for dens evne til, at kolonisere løvfældende skov.